# 張廣達
張廣達（1931年5月27日—），生於中國河北青縣，歷史學家與漢學家，專長為隋唐史、中亞史地及漢學。為中華民國中央研究院院士。

## 生平
張廣達之父張錫彤是歷史學家與翻譯家，就讀於南開中學，1928年从國立北京大学政治系毕业，至沈阳东北军任教於干部子弟学校同澤學校至1931年；后任职东北军军部军报《扫荡报》，专门翻译《密勒氏评论报》、《字林西报》等英文报纸关于对张学良的评论。1937年，入燕京大学研究院，就读政治系，並兼职讲师，讲授比较政府、政治学概论。1941年太平洋战争爆发，燕京大學被封校，張錫彤轉往中国大学，依然讲授政治学，並兼任图书馆馆长。因为没有跟日本合作，1946年得以返回燕京大學（只要跟日本合作过的，戰爭結束後一律不再聘）。1947年，长篇英文论文西方三权分立说在中国的流布在《燕京社会科学》登出，升任教授，為燕京大學首位沒有出國留學但升至教授職位者。
張廣達自幼隨父親讀書，擔任助手。1943年东高房小学毕业，考上天主教盛新中学，常常到父親任教的中国大学图书馆借書。1944年夏天，祖母去世，隨父亲返回老家青縣守丧一年，其間由父亲親授古文、英文、並學日文。1946年，考入河北省立高中（簡稱冀高）。1949年進入燕京大學物理系，一年后转历史系，並选修法国教师教的法文课。1952年中國大陸高校院系调整后三校合并，不能學英文、法文，外语一律改学俄语。1953年，大学毕业，留在北京大學历史系，任世界古代史助教，翻译大量苏联杂志《历史问题》和《古史研究》的文章。1955年9月至1957年7月，苏联派专家来历史系，担任教授俄国史的苏联女专家谢·伊·安东诺娃课堂翻译。
1957年反右运动開始，1958年2月的“反右补课”中，張廣達遭补划为右派分子。1959年国庆节成为摘帽右派，几度被抽调，参加战斗任务的资料工作。文化大革命后期，参与一国一史的任务，翻译尼·伊·普罗申著的《沙特阿拉伯史》。1970年代中期，编写《沙俄扩张史》，後被调出翻译马克思的《十八世纪俄国秘密外交》中有关彼得大帝遗嘱的资料。十餘年間，在校外劳动、下放农村、下工厂、参加四清、社教、下五七干校等一系列接受改造中度过，研究生涯深受影響。
1978年張廣達恢復名譽後，返回北京大學教書，从世界史研究改调到中国史，讲授中国通史的隋唐至两宋。1981年8月至1982年4月，至荷蘭莱顿大学汉学院，其間曾至法國、英國牛津大学、劍橋大學等。1987年4月至日本东京大学东洋文化研究所做3个月的研究。1987年10月至法国高等师范学院第四部（历史语言部）做研究导师，1988年10月返國。
張廣達除通曉英文、法文、日文、俄文外，文革时，仍自学波斯文和阿拉伯文，堅持俄文翻譯工作。1980年代初期，跟中央民族學院教授李森学维吾尔语、跟周继文学藏文、跟叶奕良学伊朗語，阿拉伯文的启蒙則是纳坚。
1989年6月25日，以中方代表身份至法國參加聯合國教科文組織中亞史會議，後定居法國。曾任教於於瑞士日內瓦大學、法國法蘭西學院、美國耶魯大學及普林斯頓大學等多所大學及研究機構。2000年，應中央研究院邀請至國立臺灣大學進行學術訪問，短暫停留臺灣一年。2008年當選中央研究院院士，移居臺灣，在國立臺灣大學與國立政治大學等學校任客座教授。

## 家庭
其妻徐庭出生於北京，祖籍山東壽光。其父为著名的史学大师徐宗元(1918～1970)，徐宗元1946年获中国大学研究院史学部硕士学位，历任中法大学文史系副教授、天津河北省女子师范学院副教授、中国大学教授、福建协和大学历史系代理主任、史地专修科主任、福州大学、福州师范学院历史系副教授、史地专修科主任等。1956年，到中央民族学院历史系工作，後隨張廣達移居法國、台灣。
徐庭為徐宗元長女，1940年生，就讀北京大學中文系古典文獻專業班第一屆（1959-1964），畢業分發至第二輕工部工作，後任教於中央民族大學歷史系（1975-2000），擔任古典文獻課程，隋唐史研究。

## 著作
張廣達的學術作品，由廣西師範大學編輯為《張廣達文集》。

## 外部連結
- 傅揚〈穿越學術絲路的不老少年：中研院院士張廣達訪談（1/3）〉
- 傅揚〈溝通世界的文化轉譯者：中研院院士張廣達訪談（2/3）〉
- 傅揚〈八十五歲、繼續熱血：中研院院士張廣達訪談（3/3）〉